# Правителство на народното спасение на Милан Недич
Правителството на народното спасение на Милан Недич (на сръбски: Влада народног спаса Милана Недића) е марионетно правителство, което администрира окупираната от Германия територия на Сърбия от 29 август 1941 година до октомври 1944 година. Правителството е оглавявано от сръбския генерал Милан Недич и действа под ръководството на германската Военна администрация в Сърбия.